# Débora Falabella

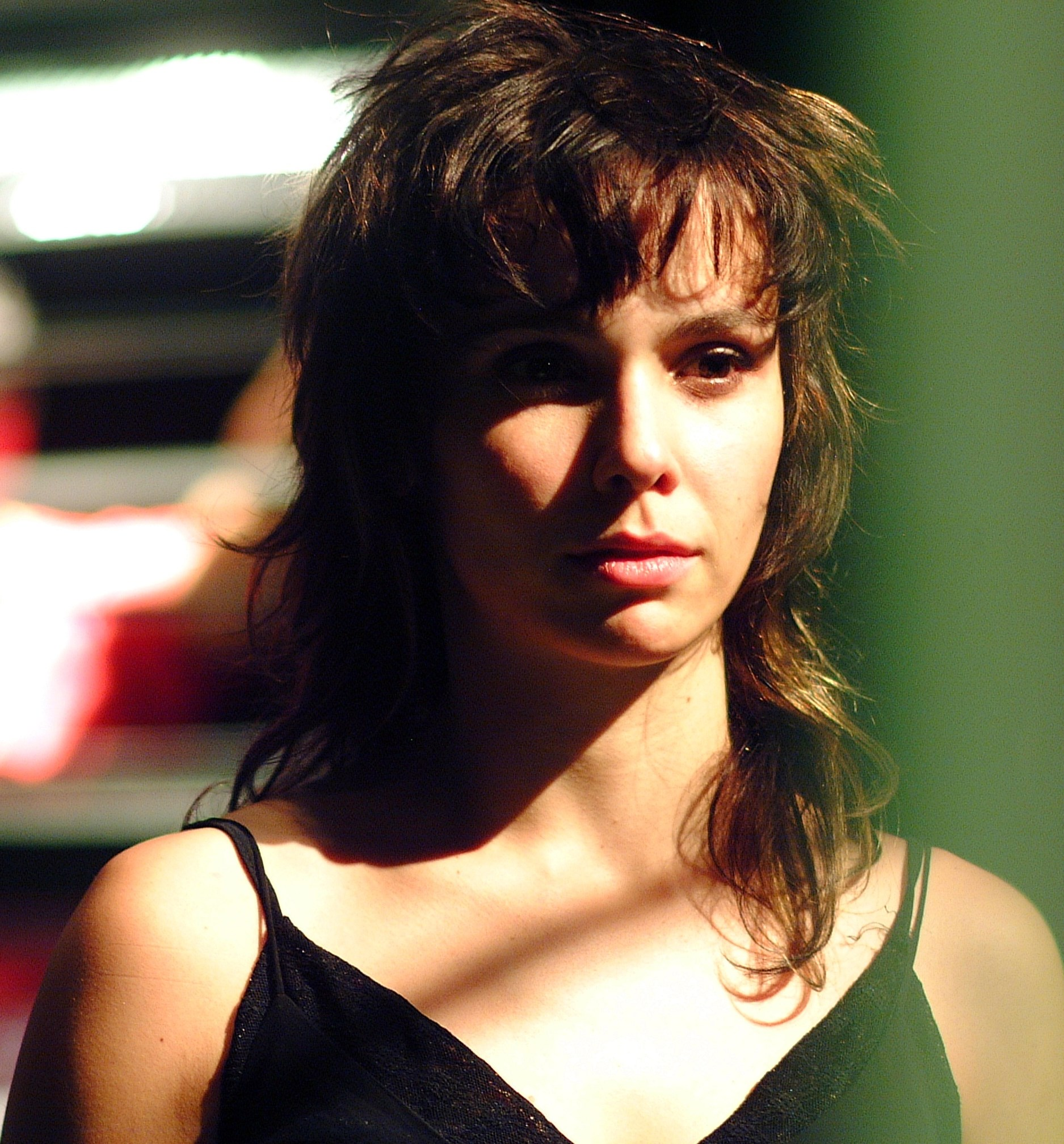
Débora Falabella

Débora Lima Falabella (sinh ngày 22 tháng 2 năm 1979) là một nữ diễn viên người Brasil.

## Cuộc đời
Débora sinh ra ở thành phố Belo Horizonte, con gái của diễn viên Rogério Falabella và ca sĩ nhạc kịch Maria Olympia. Cô có một em gái là nữ diễn viên Cynthia Falabella.
Trong thời thơ ấu của mình, cô đã sớm quan tâm đến diễn xuất và bắt đầu tham gia vào một số vở kịch. Năm 15 tuổi, cô bắt đầu tham gia vở kịch chuyên nghiệp đầu tiên của mình, Flicts, được viết bởi Ziraldo.
Falabella tiếp tục trở thành diễn viên trong các bộ phim truyền hình. Ở tuổi thiếu niên, cô là một trong những nhân vật chính của telenovela Chiquititas dành cho thanh thiếu niên. 

## Sự nghiệp
Sau khi trở thành một người lớn, cô đã đi học đại học để nghiên cứu quảng cáo nhưng sau đó bỏ học khi nhận được lời đề nghị tốt hơn. Trong một lần tham gia vòng thử vai cho các diễn viên, Falabella đã được nhận vào phim truyền hình nổi tiếng nhất của Brasil, Rede Globo, và có vai diễn trong một trong những mùa của loạt phim dành cho người lớn trẻ tuổi Malhação năm 1998.
Sau đó, Falabella trở về quê hương của mình để tiếp tục công việc của mình trong nhà hát, và cuối cùng đã đóng một vai trò nhỏ trong năm 1999 với miniseries Mulher.
Năm 2011, cô đóng vai Clarisse, một trong những nhân vật chính trong bộ phim chiến thắng Emmy, The Invisible Woman, và đóng vai chính lần nữa với nam diễn viên Rodrigo Santoro, trong phim My Country và Homens do Bem.
Trong năm 2014, cô đóng vai bạn gái của một kẻ giết người hàng loạt trong loạt phim Dupla Identidade, Glória Perez.

## Đời tư
Năm 2005, Falabella kết hôn với Eduardo Hipolitho (hay còn gọi là Chuck), một ca sĩ trong nhóm Forgotten Boys. Họ có một cô con gái tên là Nina. Năm 2010, họ chia tay nhau.